# Sarangarh
Sarangarh fou un estat tributari protegit a les Províncies Centrals amb una superfície de 1.399 km² entre els districtes de Bilaspur (a l'oest) i Sambalpur (a l'est); el riu Mahanadi el separava de l'estat de Raigarh i del zamindari de Chandrapur al nord. la capital era Sarangarh (ciutat), a uns 50 km de Raigarh. El territori era generalment pla però hi havia una serralada de nord a sud que passava pel centre de l'estat i una altra al límit sud, a tocar del zamindari de Phuljhar al districte de Raipur. El 1881 la població era de 71.274 (dels quals 63.231 hindús) en 442 pobles; el 1901 la població era de 79.900 habitants amb 455 pobles i una ciutat, Sarangarh (ciutat), de 5.227 habitants. La llengua general era el dialecte chhattisgarhi del hindi, i amb una minoria parlant oriya. Les castes principals eren gandes, rawats o gahres, chamars i koltes.
La família governant eren gonds que segons les seves pròpies tradicions van emigrar des de Bhandara 54 generacions abans, sent descendents de Jagdeva Sah, fill de Narendra Sah, raja de Lanji a Bhandara vers l'any 91. Sarangarh fou al començament una dependència del regne de Ratanpur, el raja del qual Narsingh Deva, el va cedir a canvi d'ajut militar. Jagdeva Sah va rebre el títol de diwan i 84 pobles. 42 generacions després, quan governada Kalyan Sah, Raghuji Bhonsle de Nagpur fou aturat en el seu camí cap a Cuttack per la població de Phuljhar que dominava el pas de Singhora, i Raguji va demanar ajut al raja de Ratanpur que va enviar al diwan Kalyan Sah, que va netejar el pas d'enemics; per aquest servei va rebre el títol de raja i el dret de portar un estendard. El títol fou confirmat després per Raja Chhatra Sah de Sambalpur, quan Sarangarh va esdevenir feudatari d'aquest regne i un dels 18 estats coneguts com els Athara Garhjat (el Divuit Forts) subordinats a Sambalpur; pel seu ajut militar a Sambalpur en diverses vegades, va rebre diverses parganes i pobles i va convertir a Sarangarh en un estat de certa importància. Després del 1818 va esdevenir protectorat britànic.
L'edifici més important era el temple de Samleswar Deva, erigit el 1748 per Aditya Sah Diwan. Sangram Singh va establir una escola a la capital. Sota Bhawani Pratap Singh, els britànics van agafar el govern el 1878 a conseqüència dels deutes i després a la minoria de dos sobirans en poc espai de temps (1889 i 1890). Bhawani fou declarat major el 1885 però va morir el 1889. L'administració va estar en mans de l'agent polític a Chhattisgarh.

## Llista de rages
- Udebhan Singh
- Birbhan Singbh
- Udho Sai Singh ?-1736
- Kalyan Sai 1736 - 1777
- Vishvanath Sai 1777 - 1808
- Subhadra Sai 1808 - 1815
- Bhukam Sai 1827 - 1828
- Tikam Sai 1828 - 1829
- Singram Singh 1829 - 1872
- Bhawani Pratap Singh 1872 - 1889
- Lal Raghubir Singh 1889 - 1890
- Bahadur Jawahir Singh 1890 - 1946
- Naresh Chandra Singh 1946-1948 (+1987)

## Bandera
Rectangular de cinc franges horitzontals, vermella, negre, blanca, negre i vermella.